# Вестфир (Орегон)
Вестфир (енгл. Westfir) град је у америчкој савезној држави Орегон.

## Демографија
По попису из 2010. године број становника је 253, што је 23 (-8,3%) становника мање него 2000. године.
| Група             | 2000.       | 2010.       |
| Белци             | 271 (98,2%) | 230 (90,9%) |
| Афроамериканци    | 0 (0,0%)    | 1 (0,4%)    |
| Азијати           | 0 (0,0%)    | 1 (0,4%)    |
| Хиспаноамериканци | 3 (1,1%)    | 5 (2,0%)    |
| Укупно            | 276         | 253         |